# Anatol Dumitraș
Anatol Dumitraș (n. 14 noiembrie 1955, Larga, URSS – d. 14 iunie 2016, București, România) a fost un interpret moldovean de muzică ușoară.

## Biografie
Anatol Dumitras s-a născut pe 14 noiembrie 1955, în comuna Larga din raionul Briceni, Uniunea Sovietică.
Și-a făcut studiile la Școala tehnica nr. 1 de la Cernăuți.
Își începe cariera muzicală în anul 1982 în calitate de solist al formației „Bucuria”. În 1983 a cântat în formația „Legenda”.
Pe parcursul anilor 1986-1989, 1993 a fost solist al formației „Plai”.
Începând cu anul 1993 Anatol Dumitraș este solist ale Filarmonicii Naționale „Serghei Lunchevici”. Din anul 1989 și până în anul 1991 a fost solist și conducător artistic al formației „Olymp”, apoi în anii 1991-1994 - solist și conducator artistic al formației „Alai”. Are multe înregistrări la Radiodifuziunea și Televiziunea Națională de la Chișinău.
În anul 1995 i s-a conferit titlul onorific Maestru în Artă al Republicii Moldova, iar în 2012 titlul onorific de Artist al Poporului.
În decembrie 2012 a avut loc ultimul concert a lui Anatol Dumitraș la Palatul Național „Nicolae Sulac”, cu ocazia aniversării a 30 de ani pe scenă.
Spre sfârșitul lunii iulie 2015 în presă s-a scris că artistul ar fi grav bolnav. Informațiile s-au adeverit, Dumitraș a fost internat la o clinică din București, alături de el fiind soția.
La 20 august 2015 la Filarmonica Națională „Serghei Lunchevici” s-a organizat un concert unde au cîntat interpreți ca Ion Suruceanu, Natalia Barbu, Anișoara Puică, Zinaida Julea și alții. Banii adunați din bilete au fost donați lui Anatolie Dumitraș.
Anatol Dumitraș s-a stins din viață în dimineața zilei de 14 iunie 2016 la București, la vârsta de 60 de ani, răpus de cancer. A fost înmormântat la Cimitirul Central din Chișinău cu ropote de aplauze. În cele peste trei decenii de activitate scenică, Anatol Dumitraș a lansat cinci albume și a susținut concerte în 57 de țări.

## Piesele care l-au consacrat
- Prima dragoste
- Libertate (interpretă Angela Bucico)
- Flori de liliac (interpretă Ana Barbu)
- Dulce-i vinul
- Polițist
- Roata vieții
- Ploaia despărțirii
- Mîndra mea
- Mercedes
- O inima nu mă lăsa

## Discografie
- Sus paharul (2000)
- Ultima seară (2003)
- Azi la masa mare (2005)
- Anii mei, destinul meu (2007)
- Roata vieții (2008)